# Campeonato Europeo de Tiro con Arco al Aire Libre de 2004
El XVIII Campeonato Europeo de Tiro con Arco al Aire Libre se celebró en Bruselas (Bélgica) entre el 17 y el 22 de mayo de 2004 bajo la organización de la Unión Europea de Tiro con Arco (WAE) y la Federación Belga de Tiro con Arco.

## Resultados

### Masculino
| Evento                    | Oro                                                                 | Plata                                                              | Bronce                                                   |
| ------------------------- | ------------------------------------------------------------------- | ------------------------------------------------------------------ | -------------------------------------------------------- |
| Arco recurvo individual   | Marco Galiazzo · Italia                                             | Hasse Pavia Lind Dinamarca                                         | Pieter Custers · Países Bajos                            |
| Arco recurvo por equipo   | Wietse van Alten · Pieter Custers · Ron van der Hoff · Países Bajos | Laurence Godfrey Roy Nash Simon Needham Reino Unido                | Dennis Bager Morten Caspersen Hasse Pavia Lind Dinamarca |
| Arco compuesto individual | Peter Elzinga · Países Bajos                                        | Antonio Tosco · Italia                                             | Fred van Zutphen · Países Bajos                          |
| Arco compuesto por equipo | Jean-Marc Beaud Dominique Genet Stéphane Sauvignan Francia          | Johan van Dongen · Peter Elzinga · Fred van Zutphen · Países Bajos | Stefano Mazzi · Mario Ruele · Antonio Tosco · Italia     |

### Femenino
| Evento                    | Oro                                                             | Plata                                                                  | Bronce                                                               |
| ------------------------- | --------------------------------------------------------------- | ---------------------------------------------------------------------- | -------------------------------------------------------------------- |
| Arco recurvo individual   | Iwona Marcinkiewicz · Polonia                                   | Alison Williamson Reino Unido                                          | Hanna Karasiova · Bielorrusia                                        |
| Arco recurvo por equipo   | Tetiana Berezhna · Tetiana Dorojova · Kateryna Paleja · Ucrania | Pia Lionetti · Elena Maffioli · Natalia Valeeva · Italia               | Iwona Marcinkiewicz · Wioleta Myszor · Małgorzata Sobieraj · Polonia |
| Arco compuesto individual | Valérie Fabre Francia                                           | Louise Hauge Dinamarca                                                 | Sandrine Vandionant Francia                                          |
| Arco compuesto por equipo | Peggy Braem Valérie Fabre Sandrine Vandionant Francia           | Oktiabrina Bolotova · Sofia Goncharova · Svetlana Kondrashenko · Rusia | Petra Dortmund · Dorith Landesfeind · Andrea Weihe · Alemania        |

## Medallero
| Núm. | País         | Oro | Plata | Bronce | Total |
| ---- | ------------ | --- | ----- | ------ | ----- |
| 1    | Francia      | 3   | 0     | 1      | 4     |
| 2    | Países Bajos | 2   | 1     | 2      | 5     |
| 3    | Italia       | 1   | 2     | 1      | 4     |
| 4    | Polonia      | 1   | 0     | 1      | 2     |
| 5    | Ucrania      | 1   | 0     | 0      | 1     |
| 6    | Dinamarca    | 0   | 2     | 1      | 3     |
| 7    | Reino Unido  | 0   | 2     | 0      | 2     |
| 8    | Rusia        | 0   | 1     | 0      | 1     |
| 9    | Alemania     | 0   | 0     | 1      | 1     |
| 9    | Bielorrusia  | 0   | 0     | 1      | 1     |
|      | TOTAL        | 8   | 8     | 8      | 24    |